# Modern Times (film)
Modern Times is een film van Charlie Chaplin die ontstond in de jaren 1933 tot 1936. De film werd gemaakt in de Verenigde Staten en ging op 5 februari 1936 in première. In de film speelt Chaplin voor het laatst een arme zwerver, The Tramp, die als werkloze een bestaan probeert te vinden binnen een systeem van wetenschappelijke bedrijfsvoering ten tijde van de Grote Depressie.
De film heeft de vorm van een satire, waarin niet alleen de werkomstandigheden van de massa maar ook de geluidsfilm zelf op de korrel worden genomen. De geluidseffecten dienen slechts om geluiden van machines weer te geven, terwijl de film voor de rest de dramaturgie van de stomme film gebruikt, zoals expressieve mimiek en geschreven tussenteksten. Zelfs wanneer de hoofdfiguur moet zingen, lijkt het alsof hij de tekst vergeten is en komt er slechts een reeks onverstaanbare klanken uit zijn mond, die alleen door de gebarentaal enigszins begrijpelijk wordt. Dit is terug te voeren op Chaplins vrees dat door de opkomst van de geluidsfilm de kunst van de pantomime, die hij als centrale vaardigheid van het acteren aanzag, verloren zou gaan.

## Verhaal
Als een kudde schapen komt een grote groep arbeiders uit de ondergrondse metro en stroomt de fabriek binnen. Een van hen is Charlie, de zwerver. In de fabriek staan absurdistische machines die bediend moeten worden en de werkers worden bewaakt door middel van camera's en beeldschermen. Chaplin werkt aan een lopende band en is voortdurend aan het schroeven.
Op een zeker moment slaan bij hem de stoppen door. Hij rent de straat op, valt vrouwelijke passanten lastig met zijn gereedschap, wordt door de politie achtervolgd en rent weer de fabriek in, waarbij hij wel eerst even stopt om de prikklok te bedienen.
Hij wordt ontslagen en ziet op straat een vrachtwagen voor houttransport met overlengte voorbij komen, die zijn rode vlag verloren heeft. Hij doet moeite de vlag weer aan te brengen maar wordt onder de voet gelopen door een groep demonstranten. Hij raakt betrokken bij de schermutselingen tussen de demonstranten. Omdat hij een rode vlag (socialisme) vasthoudt, ziet de politie hem aan voor de leider van de "opstandelingen" en belandt hij in een gevangenis. Daar herwint hij het respect van de directie omdat hij ongewild, onder invloed van cocaïne, een uitbraak van de gevangenen weet te verhinderen. Kort voor zijn vrijlating treedt in de film als gevangenispriester Cecil Reynolds op, een met Chaplin bevriende hersenchirurg.
Hij wordt vrijgelaten en krijgt een baantje als nachtwaker in een warenhuis, dat hij weer verliest doordat hij op zijn werkplek met een jong straatmeisje, dat hij tijdens de demonstraties ontmoet had, de nacht doorbrengt. Het meisje vindt ten slotte een baan als danseres in een etablissement, waar ook Charlie aangesteld wordt als kelner. Als kelner is hij niet bijzonder succesvol maar als zanger wel. Wanneer de wettelijke toezichthouder van Gamine ten tonele verschijnt, weet het paar te ontkomen en wandelt gezamenlijk de zonsopgang tegemoet.

## Interpretatie
De film zou oorspronkelijk The Masses genoemd worden en geeft kritiek op het fordisme en het door de voortschrijdende industrialisatie veroorzaakte verlies aan individualiteit als gevolg van anonimiteit en mechanische monotonie. De werknemers worden uitgebeeld als afgestompte wezens, waartegenover slechts Charlie zijn gevoeligheid en menselijkheid weet te bewaren. In deze film wordt de door Chaplin al in vroegere films uitgebeelde sukkelige maar goedmoedige zwerver in een moderne omgeving neergezet.
Chaplin had lange tijd voor het ontstaan van de film een bezoek gebracht aan Mahatma Gandhi, hetgeen hem tot deze film inspireerde.

## Rolverdeling
Naast Charlie Chaplin treden op:
| Acteur             | Personage                     |
| ------------------ | ----------------------------- |
| Paulette Goddard   | straatmeisje                  |
| Stanley S. Sanford | Big Bill                      |
| Chester Conklin    | technicus                     |
| Cecil Reynolds     | gevangenispredikant           |
| Henri Bergmann     | caféhouder                    |
| Louis Natheaux     | inbreker                      |
| Allan Garcia       | directeur van de staalfabriek |
| Gloria DeHaven     | zusje van straatmeisje        |
| Wilfred Lucas      | politieagent                  |

## Muziek
Volgens de officiële documentatie is de filmmuziek door Chaplin zelf gecomponeerd en gearrangeerd met assistentie van Alfred Newman. De muziek bij de romance werd later voorzien van tekst, kreeg de titel 'Smile' en werd een popstandaard, voor het eerst opgenomen door Nat King Cole (1954) en later door onder anderen Barbra Streisand, Diana Ross, Michael Bublé, Michael Jackson, Liberace, Judy Garland, Robert Downey jr. en Madeleine Peyroux. Tijdens de begrafenis van Michael Jackson in 2009 zong Jermaine Jackson 'Smile'.
Volgens de filmmuziekcomponist David Raksin was de muziek geschreven door hem als een eerste stap in zijn loopbaan. Chaplin zat vaak in de badkamer de melodie te neuriën. Volgens Raskin was het zijn taak dit uit te werken en passend te maken in situaties in de film.